# Hrabstwo Yadkin
Hrabstwo Yadkin (ang. Yadkin County) – hrabstwo w stanie Karolina Północna w Stanach Zjednoczonych.

## Geografia
Według spisu z 2000 roku obszar całkowity hrabstwa obejmuje powierzchnię 337 mil2 (873 km²), z czego 336 mile2 (870 km²) stanowią lądy, a 2 mil2 (5 km²) stanowią wody. Według szacunków United States Census Bureau w roku 2012 miało 38 084 mieszkańców. Jego siedzibą administracyjną jest Yadkinville.

### Miasta
- Boonville
- East Bend
- Jonesville
- Yadkinville